# G. B. Samuelson
George Berthold Samuelson (6 de julho de 1889 – 17 de abril de 1947) foi um dos pioneiros do cinema britânico.
Nascido em Southport, Inglaterra, Samuelson teve uma extensa carreira e foi o criador do Southall Studios, dentre as primeiras empresas de produção de filme no Reino Unido. Também dirigiu G.B. Samuelson Productions, entre 1914 e 1933.
Era o pai de Sydney Samuelson.

## Filmografia selecionada
Produtor
- A Study in Scarlet (1914)
- John Halifax, Gentleman (1915)
- The Valley of Fear (1916)
- Little Women (1917)
- Linked by Fate (1919)
- Damaged Goods (1919)
- The Pride of the Fancy (1920)
- The Last Rose of Summer (1920)
- Nance (1920)
- Her Story (1920)
- The Night Riders (1920)
- David and Jonathan (1920)
- Love in the Wilderness (1920)
- The Ugly Duckling (1920)
- Mr. Pim Passes By (1921)
- For Her Father's Sake (1921)
- The Magistrate (1921)
- Stable Companions (1922)
- Married Love (1923)
- The Knockout (1923)

Diretor
- The Admirable Crichton (1918)
- The Bridal Chair (1919)
- Convict 99 (1919)
- Who Is the Man? (1924)
- She (1925)
- Motherland (1927)
- Two Little Drummer Boys (1928)
- The Forger (1928)
- For Valour (1928)
- Valley of the Ghosts (1928)
- Spanish Eyes (1930)
- The Wickham Mystery (1931)
- The Other Woman (1931)
- The Crucifix (1934)